# Магічні вежі
Магічні Вежі (англ. Wandering Towers) — сімейна настільна гра німецьких авторів Міхаель Кізлінг та Вольфґанґ Крамер, видана у 2022 році видавництвом Abacusspiele. Це карткова гра на просування, де гравці в ролі учнів-чарівників повинні провести свої фігури до рухомої цілі — «Замку Воронів», попередньо заповнивши свої фляги з зіллям. В Україні гра локалізована видавництвом Ігрова Майстерня.

## Тема та обладнання
У грі Магічні Вежі гравці, виступаючи в ролі учнів-чарівників, намагаються провести свої фігури до рухомого «Замку Воронів». Перед цим вони повинні наповнити свої фляги з зіллям, накриваючи фігури суперників «магічними вежами» та ховаючи їх. Гра поєднує елементи карткового просування з механіками пам'яті та приховування. Ігровий набір включає інструкцію, ігрове поле з 16 клітинками, утворене з чотирьох ландшафтних частин, дев'яти тривимірних веж, Замку Воронів, 90 карт руху, восьми плиток з закляттями, маркера першого гравця, шестигранного кубика, а також 24 фігурок та 36 фляг із зіллям у шести кольорах.
Дизайн ігрових елементів та коробки був розроблений ілюстратором Міхаелем Менцелем.

## Ігровий процес

### Підготовка
Грають у Магічні Вежі один проти одного. На початку кожен гравець отримує до п’яти фігур та шість фляг з зіллям у своєму кольорі, залежно від кількості гравців. Ігрове поле складається з чотирьох ландшафтних частин. Замок Воронів розташовується на відповідному полі, а вежі виставляються по колу по дев’яти сусідніх полях. Дві випадкові плитки з закляттями кладуться в центр поля. Кожен гравець отримує три карти, а решта карт формує колоду. Перший гравець визначається випадково.

### Правила гри
Гра починається з першого гравця та проходить за годинниковою стрілкою. Кожен гравець у свій хід виконує дві дії, розігруючи карту з руки та рухаючи свою фігуру або вежу. Потім він добирає дві карти з колоди.
Карти руху дозволяють пересувати фігури, вежі або обидва. Кожен хід повинен завершитися використанням усіх вказаних на карті кроків. Фігури гравців можуть завершувати свій хід на полі, вежі або в Замку Воронів.
Після того як гравець наповнює всі свої фляги з зіллям та доставляє свою останню фігуру в Замок Воронів, гра завершується. Якщо кілька гравців одночасно завершують гру, виграє той, хто використав найменше зілля для заклять.

### Командна гра
У командній грі формуються команди по два гравці, які можуть обмінюватися картами та допомагати один одному. Гра завершується, коли всі фігури обох гравців команди досягають Замку Воронів.

### Режим «Майстер чарів»
У цьому режимі плитки заклять можуть використовуватися в будь-який момент, навіть для переривання дій супротивників.

## Огляди
Гра отримала різні відгуки. Стефан Дукш називає її «приємною грою з легкими правилами», однак, за його словами, досвідчені гравці можуть відчути повторюваність механік. Інший оглядач, Едвін Рушіцка, високо оцінив гру, назвавши її «ідеальною, трохи тактичною сімейною грою».
Блог brettspielblog.ch відзначає, що «гра гармонійно поєднує елементи пам'яті та просування». Блог Reich der Spiele описує Магічні Вежі як «справді чудову сімейну гру з гарним матеріалом, що легко пояснюється та підходить для кількох послідовних партій».
У 2023 гра отримала нагороду Nederlandse Spellenprijs за кращу сімейну гру року.
У 2024 році англомовна версія гри Магічні Вежі стала одним із п'яти переможців Mensa Select Games американського відділення асоціації Mensa International.